# Li Mi
Li Mi (李彌, 1902 – 10 mars 1973) est un général du Kuomintang qui a participé aux campagnes d'encerclement anti-communistes, à la seconde guerre sino-japonaise et à la guerre civile chinoise. Il est l'un des quelques commandants nationalistes à avoir remporté des victoires autant contre les communistes chinois que l'armée impériale japonaise. Après la fondation de la République populaire de Chine en 1949, il s'est retiré avec ses forces en Birmanie et en Thaïlande, où il a continué de mener des activités de guérilla contre la Chine communiste.

## Biographie

### Jeunesse et formation
Li Mi est né à Tengchong, dans la province du Yunnan. Il connait une enfance difficile mais sa famille s'arrange pour qu'il reçoive une éducation moderne. En 1924, Il se rend au Guangdong et entre dans la 4e promotion de l'académie de Huangpu. Il participe à l'expédition du Nord avec ses camarades de l'académie Hu Lien, Zhang Lingfu, Liu Yuzhang et Lin Biao. Durant les campagnes d'encerclement anti-communistes, son supérieur, le général Chen Cheng, l'accuse de sympathies communistes et essaie de lui retirer son unité. Li Mi réussit à prouver sa loyauté envers Tchang Kaï-chek et est nommé magistrat dans l'un des « territoires rouges » que les nationalistes viennent à peine de reprendre.
Au début des années 1930, Li rejoint l'État-major du général Xue Yue lors d'une opération pour expulser les forces communistes du soviet Jiangxi–Fujian (en). Li se lance ensuite à la poursuite des communistes à pied, sur plus de 1 600 km, durant la Longue Marche. Après l'installation des communistes dans le Nord de la Chine, Li conçoit des plans de bataille qui aident à vaincre des commandants rouges comme He Long et Ye Ting, et à occuper des territoires autrefois tenus par les communistes. Lors du déclenchement de la seconde guerre sino-japonaise, il est promu au grade de colonel.

### Seconde guerre sino-japonaise
Lorsque la guerre entre la Chine et le Japon éclate, Tchang Kaï-chek transfère Li Mi dans l'armée régulière après des rumeurs mettant en doute sa loyauté envers le gouvernement du Kuomintang. Son commandant de corps le sauve de l'arrestation et de l'exécution en répondant lui-même de sa fidélité. En 1940, Li Mi est promu à la tête de la 1re division d'honneur et affronte l'armée japonaise dans le centre de la Chine, réussissant à détruire un terrain d'aviation ennemi. En 1940, il participe à la bataille du col de Kunlun (en) avec les généraux Du Yuming et Qiu Qingquan et anéantit une brigade japonaise. En 1944, il rejoint la « force Y » commandée par Wei Lihuang durant la bataille du nord de la Birmanie et de l'ouest du Yunnan qui voit la destruction des 55e et 56e divisions japonaises. En 1945, Li Mi est promu au rang de lieutenant-général, et placé à la tête du 8e corps.

### Guerre civile chinoise
Sur les ordres personnels de Tchang Kaï-chek, Li Mi, Du Yuming et Qiu Qingquan expulse Long Yun de la province du Yunnan en juin 1945. Les troupes américaines approvisionnent en matériel et provisions l'unité de Li Mi, ce qui se révèle inestimable dans la lutte à venir contre les communistes. Jusqu'à la campagne de Huaihai (en) de 1948-49, il remporte plusieurs victoires importantes dans l'Est de la Chine.
En novembre 1948, Li Mi et Qiu Qingquan sont chargés de soutenir la 7e armée de Huang Baitao, mais ils se retrouvent bloqués par une force supérieure en nombre. Alors qu'ils se lancent à l'assaut des positions ennemies au Henan, ils sont encerclés par l'armée populaire de libération communiste. Du Yuming est capturé, Qiu se suicide, mais Li parvient à s'échapper et à revenir à Nankin.
Tchang Kaï-chek le charge de reconstruire son ancienne 13e armée et de défendre sa province natale, le Yunnan, contre les attaques communistes. Les rouges s'emparent cependant de l'ensemble de la Chine en 1949, mais Li s'est déjà retiré avec son armée au Sud et à l'Ouest, en Thaïlande et dans l'État Shan dans le Nord de la Birmanie. Lorsque ce pays déclare son indépendance en 1948, Li établit un régime shan indépendant pour son « armée anti-communiste pour le salut national ». À partir de ces bases, les unités de Li continuent de mener des attaques de guérilla contre les autorités communistes du Yunnan.
Les forces nationalistes du Yunnan tentent également d'entrer en Indochine française mais leurs troupes sont rapidement désarmées et arrêtées par les Français. Les troupes qui se sont retirées en Birmanie s’établissent près de Tachileik, dans l'État de Kengtung, près de la frontière thaïlandaise. Sur place, Li réorganise toutes les forces nationalistes disponibles et les place sous son commandement. Ses forces deviennent alors connues des observateurs étrangers comme la « 93e division ».

### Après la guerre civile
L'armée birmane de Li est partiellement soutenue par des approvisionnements et des conseillers américains, mais principalement par la culture et la distribution d'opium. Au début, les stratèges américains considèrent les « irréguliers » de Li comme utiles dans leurs efforts d'empêcher l'entrée du communisme dans la région, mais, au fil des années, Washington commence à penser qu'ils représentent une menace pour le même objectif, et met la pression sur Tchang Kaï-chek pour les retirer. En 1953, 7 000 hommes, dont Li Mi, sont transférés par avion jusqu'à Taïwan, mais beaucoup de soldats ont décidé de rester sur place et se retranchent le long de la frontière birmano-laotienne, tandis que plusieurs milliers restent en Thaïlande. À l'annonce d'une seconde opération de rapatriement en 1961, la crédibilité américaine, les relations américano-birmanes, et les efforts pour contenir le communistes hors de la région sont au plus bas,.
Après l'indépendance, le Premier ministre de Birmanie, U Nu, tente de supprimer les activités de Li et ordonne à ses forces de se rendre, mais Li refuse. Après une attaque de l'armée birmane, il déplace ses troupes à Mong Hsat (en). À ce moment, la Birmanie fait face à quatre autres insurrections, dont deux mouvements de guérilla communistes, et n'est pas assez forte pour sérieusement poursuivre les irréguliers de Li.
La programme de la CIA visant à aider les troupes de Li en Birmanie est appelé « Opération Papier ». Elle implique l'usage de la Thaïlande comme route de transit pour des armes et de l'approvisionnement entre Taïwan et la Birmanie. Une fois arrivé en Thaïlande, cet approvisionnement est ensuite transporté par voie aérienne par la compagnie militaire CAT sous les ordres du général Claire Lee Chennault, travaillant sous couverture diplomatique de deux sociétés fictives. Le Premier ministre de Thaïlande de l'époque, Plaek Phibunsongkhram, accepte d'aider l'opération Papier en raison des déplorables relations birmano-thaïlandaises et à la promesse d'une aide économique et militaire américaine.
De 1949 à 1953, les hommes de Li arrivent à convaincre des centaines de membres de tribus locales à les rejoindre, et sont renforcées par plusieurs milliers d'anciens officiers et formateurs de Taïwan. Des réfugiés du Yunnan tenu par les communistes rejoignent aussi son armée. Beaucoup se marient avec des femmes locales, et « reprennent » systématiquement le commerce de l'opium dans la région. Avec l'aide de l'armée thaïlandaise, l'armée de Li transporte son opium à travers la Thaïlande, et l'échange contre des armes et de l'approvisionnement de Taïwan. Elle effectue de sérieuses tentatives pour reprendre le Yunnan durant cette période, mais ne parvient jamais à un succès à long terme. À un moment, il y avait 20 000 soldats pro-nationalistes tentant de reprendre le Yunnan. L’opération libère quatre comtés avant que leur réseau logistique ne s'effondre, et les forces de Li sont incapables d'atteindre leur but.
Il y a plusieurs raisons à la décision américaine de mettre la pression sur Tchang pour retirer les troupes nationalistes de la Birmanie. Un document interne sur l'utilité des troupes nationalistes dans ce pays conclut qu'elles ont « moins de valeur militaire pour le monde libre comme soutien à la défense régionale que l'armée birmane régulière ». Les insurgés communistes de Birmanie citent la présence des troupes de Li comme raison pour leur combat. De plus, si le gouvernement birman doit consacrer ses ressources à éliminer les troupes de Li, il sera affaibli contre les autres insurrections. Le secrétaire d'État américain, John Foster Dulles, craint que le gouvernement birman puisse former une coalition avec les groupes communistes pour expulser les forces de Li. Il s'inquiète aussi que la Chine puisse envahir la Birmanie afin de les supprimer.
À son arrivée à Taïwan en 1953, Li Mi se retire de la vie militaire, devient un membre de la législature nationaliste, et du comité centre du parti. Il meurt à Taipei le 10 mars 1973.

## La93edivisionde Li Mi, l'«armée perdue»

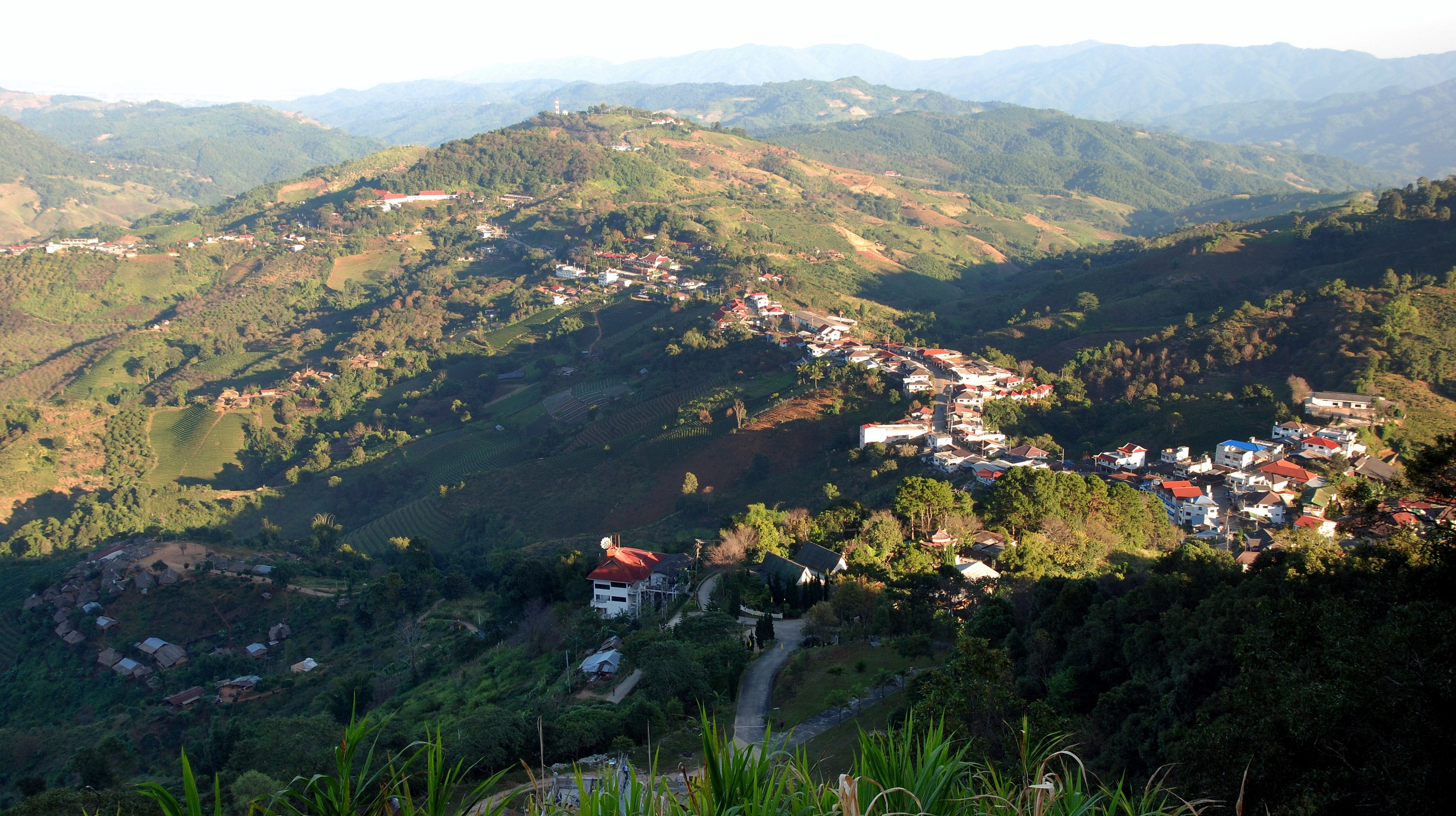
Paysage du village thaïlandais de où vivent les descendants de l'« armée perdue » de Li Mi.

Après le retrait partiel des troupes à Taïwan en 1960, l'armée birmane continue ses efforts militaires pour les expulser, même avec l'aide de l'armée populaire de libération. En 1961, la plupart des forces restantes déplacent leurs bases au Laos et en Thaïlande, avec le consentement des gouvernements de ces pays. Beaucoup d'hommes sont alors utilisés pour combattre les rebelles communistes de ces pays.
En 1967, les troupes chinoises nationalistes combattent le seigneur de guerre Khun Sa pour le contrôle local de la production et de la distribution de l'opium. Elles sont rapidement victorieuses et continuent de monopoliser l'opium. Les efforts de Tchang Kaï-chek pour reprendre le contrôle sur ces troupes échouent, et elles sont alors totalement indépendantes du contrôle nationaliste.
En 1961, les anciennes troupes de Li qui se sont retirées dans le Nord-Ouest de la Thaïlande acceptent de combattre les insurgés communistes locaux en échange d'un statut officiel. Sous le commandement nominal de l'armée thaïlandaise, l'unité est renommée « Forces irrégulières chinoises », et continue de cultiver et distribuer de l'opium pour financer ses activités anti-communistes. À la fin des années 1980, le gouvernement thaïlandais conclut que ces activités sont un succès, et offre aux hommes un statut de résident. Leurs descendants habitent principalement près du village de Santikhiri (en).